# 巴爾扎克撞擊坑
巴爾扎克撞擊坑（英語：Balzac）是一個水星的撞擊坑，直徑約67公里。該撞擊坑於1976年由國際天文學聯合會以著名法國作家巴爾札克命名。